# Küchük Muhammad
Küchük Muhammad (28 de junio de 1391-1459) fue un kan mongol de la Horda Dorada dede 1435 hasta su muerte. Tuvo dos hijos, Ahmed Kan bin Küchük y Mahmud bin Küchük.

## Genealogía
- Genghis Khan
- Jochi
- Orda Kan
- Sartaqtay
- Köchü
- Bayan
- Sasibuqa
- Ilbasan
- Chimtay
- Urus
- Temur-Malik
- Temür Qutlugh
- Temur ibn Temur Qutlugh
- Küchük Muhammad